# 이남존 우스만호자예프
이남존 부즈루코비치 우스만호자예프(우즈베크어: Inomjon Buzrukovich Usmonxoʻjayev 이놈존 우스만호자예프, 러시아어: Инамжо́н Бузру́кович Усманходжа́ев, 1930년 5월 21일 ~ 2017년 5월 17일)는 우즈베크 소비에트 사회주의 공화국의 제11대 공산당 서기장을 지냈다. 그리고 우스만호자예프는 비참한 "목화 스캔들"에 이어 총무장관이 되었다.

## 목화 스캔들
우스만호자예프는 1950년대부터 사무총장이었던 샤로프 라시도프의 뒤를 이었다. 모스크바로부터의 목화 재배 주문이 점점 더 많아짐에 따라, 우즈베키스탄 정부는 관개되고 수확된 토지의 기적적인 성장과 생산과 효율의 기록적인 향상을 보고함으로써 대응했다. 오늘날 이 기록들의 대부분은 위조된 것으로 보인다. 그 결과의 위조에는 모스크바와 우즈베키스탄의 중앙소비에트 정부의 많은 관리들이 연루되었다.
1986년, 공화국의 거의 모든 당과 정부 지도부가 목화 생산 수치를 조작하는 음모를 꾸몄다고 발표되었다. 우즈베키스탄 지도부에 대한 대대적인 숙청(숙청에서 살아남은 장관 한 명)이 수행되었고, 모스크바에서 검사들이 투입되어 광범위한 체포, 사형, 자살로 이어졌다. 레오니트 브레즈네프의 사위인 유리 추르바노프가 이 사건에 연루되면서 부패가 얼마나 크게 확대되었는지는 결코 알 수 없을 것이다.
1989년, 우스만호자예프는 "목화 사건"으로 기소되어 12년의 징역형을 선고받았다. 짧은 시간 후, 1990년에 그는 감옥에서 풀려났지만 완전히 무죄판결을 받지는 못했다. 우즈베키스탄 대법원은 2016년 11월 18일 이슬람 카리모프 대통령의 서거 이후 우스만호자예프를 완전히 복직시켰다.

## 임기
위성사진에서 우즈베키스탄 정부의 보도가 거짓임을 보여준 것은 우스만호자예프가 사무총장으로 있을 때였다. 우스만호자예프는 중앙위원회가 우즈베키스탄에서 지배력을 강화하기 위해 노력했을 때 모스크바의 꼭두각시 역할을 하면서 스캔들 내내 그의 자리를 지켰다. 1983년 11월 3일부터 1988년 1월 12일까지 우스만호자예프는 사무총장을 지냈고, 그의 후임은 라피크 니쇼노프였다.
1988년 1월 12일 우즈베키스탄 공산당 중앙위원회 제1서기직에서 해임되었고, 1988년 5월 24일 소련 최고 소비에트 주석직에서 해임되었다. 1988년 11월 28일, 그는 "자신을 위태롭게 했다"는 이유로 소련 공산당 중앙위원회에서 해임되었다.

## 사망
2017년 3월 17일 그는 우즈베키스탄 페르가나에서 86세 나이로 사망하였다.